# Hermann von Wissmann
Hermann von Wissmann (Fráncfort del Óder, 4 de septiembre de 1853 - Weißenbach bei Liezen, Estiria, 15 de junio de 1905) fue un colonizador, explorador, comisionado imperial alemán y gobernador del África Oriental Alemana.

## Biografía

### Primeros años
Wissmann fue hijo del consejero de gobierno Hermann Ludwig Wissmann y su esposa Elise, de soltera Schach von Wittenau. Pasó la mayor parte de su juventud en Turingia, ingresó en la Casa de Cadetes de Berlín en 1871 y aprobó el examen de alférez al año siguiente. Durante su carrera militar fue conocido como “Wissmann loco” por sus excesos y duelos y tuvo que cumplir una condena de cuatro meses de prisión por un duelo de pistola. En Rostock conoció al viajero africano Paul Pogge. 

### Expedición al África Central (1880-1883)
Wissmann acompañó a Pogge en su segunda expedición a África Central, financiada por la Sociedad Alemana para la Exploración del África Ecuatorial. La expedición comenzó en 1881 en Luanda y su objetivo era llegar a la cuenca del Congo y cruzar el continente africano de oeste a este. 
La buena relación inicial con algunas etnias locales permitió a Wissmann y Pogge cruzar el continente en una época plagada de conflictos. La expedición llegó a territorio kimbundu vía Malanje y, después de cruzar el Kasai, al territorio de los tuschilange en el Lulua. Desde allí llegaron al lago Mukamba, luego al Bassonge (Bassongo), pasaron el Sankuru y continuaron el viaje en barcos hasta el Lualaba. En Nyangwe, los investigadores se dividieron y Wissmann asumió el liderazgo de la expedición. Continuó viajando hacia el este y, acompañado por el comerciante de esclavos TippuTip, llegó a la costa oriental de África en noviembre.

### Expedición al Congo (1883-1885)
En 1883, Wissmann aceptó una comisión de Leopoldo II para realizar un viaje de investigación a la región de Kasai, en la cuenca meridional del Congo. De esta forma, trabajó por cuenta del rey belga como explorador y oficial de la Force Publique. Su misión era explorar el área del río Kasai en busca de recursos, mano de obra, rutas comerciales, vías fluviales y posibles aliados. Restauró la destartalada estación de Lubuku y estableció la estación de Luluaburg, que más tarde se convirtió en un puesto estratégico para el Estado Libre del Congo.

### Segunda expedición al Congo (1886-1887)
En 1886, Wissmann viajó nuevamente al sur del ahora establecido Estado Libre del Congo, esta vez con una misión militar. Las tropas de Wissmann emprendieron la conquista militar de la zona. Obligaron a la población local a someterse lanzando ataques sorpresa a primera hora de la mañana, haciendo estallar fortificaciones y destruyendo y saqueando aldeas. Cuando la gente huyó, los soldados aprovecharon para llevarse todo lo que parecía valioso. Las personas que no podían ser explotadas de ninguna manera o que incluso ofrecían resistencia fueron asesinadas. Finalmente, se establecieron estaciones como bases para el poder colonial. En 1887, problemas de salud obligaron a Wissmann a regresar a Europa.

### Últimos años
La Compañía Alemana de África Oriental, a la que se le había confiado el desarrollo de la colonia alemana de África Oriental y que reclamaba toda la costa de África Oriental, tuvo que retirarse a las ciudades portuarias de Bagamoyo y Dar es Salaam a finales del verano de 1888 ante la rebelión de la población costera al mando de Buschiri bin Salim. Wissmann fue puesto al frente de la llamada Tropa Wissmann, compuesta por oficiales alemanes y mercenarios africanos, la primera fuerza colonial alemana en librar una guerra terrestre en África. En El Cairo se reclutaron 600 de los llamados “sudaneses” que ya habían servido al poder colonial británico, así como mercenarios de la región costera del este y sudeste de África. Las tropas de Wissmann utilizaron los métodos probados en el Congo para atacar los centros de resistencia y pronto tuvieron éxito gracias a sus armas superiores y su enfoque brutal realizando masacres, incendiando aldeas y devastando los campos. 
A Wissmann se le dio la bienvenida como un héroe a su regreso a Alemania, fue promovido al rango de mayor en 1890 y elevado a la nobleza hereditaria prusiana.
En 1891 fue nombrado comisionado para la región oriental de África Oriental Alemana y se convirtió en gobernador en 1895. La mala salud le obligó a regresar a Alemania en 1896, donde escribió varios libros y dio conferencias por todo el país. En 1899, Wissmann se retiró a su finca de Weißenbach, en Estiria, donde perdió la vida el 15 de junio de 1905, a la edad de 51 años, por un disparo de su propio rifle en un accidente de caza. 
En varios lugares de Alemania las calles que llevaban el nombre de Wissmann han recibido nuevos nombres. La razón aducida es que durante la colonización de África se cometieron graves crímenes y los responsables no deberían ser honrados póstumamente con nombres de calles.